# Tipón
El conjunto Tipón se encuentra cerca de Oropesa, a 4 km  en la Comunidad de Choquepata, a 27 km al sudeste del Cusco, en el Perú y junto a la carretera Cusco-Puno. 
Ubicado a una altitud de 3.560 m.s.n.m. Tipón fue un gran santuario donde el agua era adorada con el cuidado y veneración que los incas trataban a este elemento.
Tipón está incluido como uno de los 16 visitas arqueológicas más importantes para el turista que visita esta zona. Aparte de ser un complejo arqueológico más, en este sitio se encuentra una de las más grandes obras de irrigación en las terrazas llamados también andenes, la increíble distribución de los conductos de agua al aire libre.
Contiene recintos, terrazas y una acequia intacta. La parte alta del conjunto es atravesada por el Camino del Inca junto con un canal de irrigación. Probablemente haya sido utilizado como laboratorio de productos agrícolas por los diversos microclimas que se hallan en este complejo.

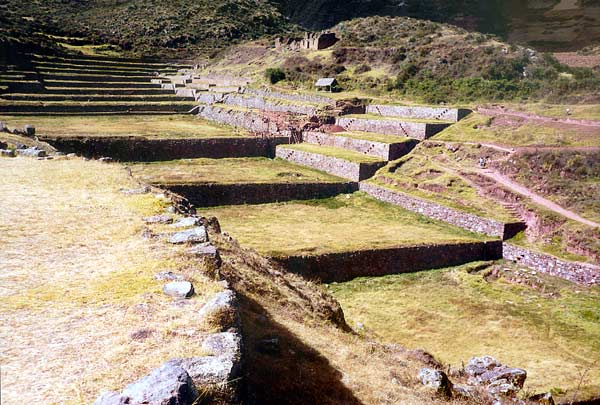
Terrazas de Tipón.

El historiador peruano Dr. Luis Antonio Pardo, cree que el nombre actual de Tipón puede derivar de la palabra quechua Timpuj, que significa "estar hirviendo" y que se refiere a que las aguas de las fuentes brotan como si el líquido hirviera. Este nombre fue asignado en los tiempos modernos, ya que el nombre original era otro.
Esta admirable recreación inca se encuentra en una superficie altamente irregular. En los tiempos de los Incas no existían tierras planas ni horizontales, todo fue modificado por los habitantes decididos de Tahuantinsuyo a satisfacción de su veterano monarca.
El ingeniero hidrogeólogo estadounidense Kenneth ha publicado un libro sobre estas estructuras hidráulicas, que han merecido el título de "Maravilla de la Ingeniería Civil" en la Asociación de Ingenieros Civiles de Estados Unidos (ASCE). 